# 王品素
王品素（1923年4月24日—1998年12月12日），女，祖籍河南太康，生于开封，中国声乐教育家，曾任中国音乐家协会理事。

## 生平
王品素1938年初参加商震领导的国民党二十集团军妇女宣传队，宣传抗日救亡，1939年8月加入中国共产党地下组织，1941年10月根据邓颖超的安排，在重庆青木关国立音乐院分院学习西洋声乐，师从男低音歌唱家斯義桂，1946年毕业后被安排到北碚天府煤矿后峰岩小学任教，同时为中国共产党从事地下工作，后前往西南美专任教，1947年离开重庆赴南京，1950年1月被调到上海华东音乐院音工团。
1958年，上海音乐学院开设民族声乐专业和少数民族班，王品素成为中国第一批民族声乐教师之一，任教期间向学生学习了藏语等少数民族语言，学生包括后来享誉歌坛的才旦卓瑪、何纪光等。

## 家庭
女儿屈晓丹。